# Desperado (Album)
Desperado ist das 1973 erschienene zweite Musikalbum der US-amerikanischen Country-Rock-Band Eagles. In den Charts erreichte es mit einer Verkaufszahl von zwei Millionen Alben Platz 41.

## Platzierungen
Die Titel Tequila Sunrise und Outlaw Man wurden als Singles ausgekoppelt und erreichten Platz 64 und 59 der Billboard Pop-Singles.
Der Titelsong Desperado wurde 2004 in der Liste der 500 besten Songs aller Zeiten des Rolling Stone auf Platz 494 gewählt.

## Titelliste
Seite 1
1. "Doolin-Dalton" (Glenn Frey, J. D. Souther, Don Henley, Jackson Browne) – 3:26
  - Leadvocals: Don Henley und Glenn Frey, Harmonika: Glenn Frey
2. "Twenty-One" (Bernie Leadon) – 2:11
  - Leadvocals, Dobro und Banjo: Bernie Leadon
3. "Out of Control" (Henley, Frey, Tom Nixon) – 3:04
  - Leadvocals und Leadgitarre: Glenn Frey
4. "Tequila Sunrise" (Henley, Frey) – 2:52
  - Leadvocals und Akustische Gitarre: Glenn Frey, Lead-Gitarre und Mandoline: Bernie Leadon
5. "Desperado" (Henley, Frey) – 3:36
  - Leadvocals: Don Henley, Klavier: Glenn Frey

Seite 2
1. "Certain Kind of Fool" (Randy Meisner, Henley, Frey) – 3:02
  - Lead Vocals: Randy Meisner, Akustische Gitarre und Mandoline: Bernie Leadon, Leadgitarre: Glenn Frey
2. "Doolin-Dalton (Instrumental)" (Frey, Souther, Henley, Browne) – 0:48
3. "Outlaw Man" (David Blue) – 3:34
  - Leadvocals, Akustische Gitarre und Klavier: Glenn Frey, Leadgitarre: Bernie Leadon
4. "Saturday Night" (Meisner, Henley, Frey, Leadon) – 3:20
  - Leadvocals und Akustische Gitarre: Don Henley, 2. Leadvocal: Randy Meisner, Mandoline: Bernie Leadon
5. "Bitter Creek" (Leadon) – 5:00
  - Leadvocals: Bernie Leadon
6. "Doolin-Dalton / Desperado (Reprise)" (Frey, Souther, Henley, Browne) – 4:50
  - Leadvocals: Don Henley, Banjo und Dobro: Bernie Leadon

## Produktion
- Glyn Johns – Produzent, Toningenieur
- Howard Kilgour – Toningenieurassistenz
- Barry Diament – Mastering
- Ted Jensen – Remastering
- Jim Ed Norman – Streicharrangement
- Gary Burden – Art Direktor, Design
- Henry Diltz – Fotografie